# بنیامین لیبت

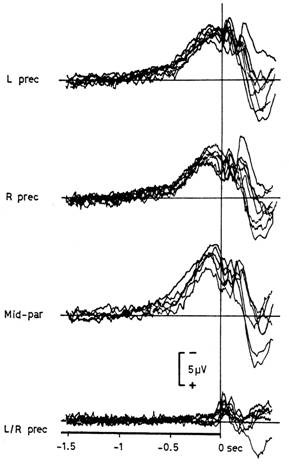
لیبت بسیار بر سنجش پتانسیل آمادگی آزمایش‌ها انجام داد.

بنجامین لیبت (به انگلیسی: Benjamin Libet) متولد ۱۹۱۶ در شیکاگو، ایلینوی و متوفی ۲۰۰۷، محقق برجسته آمریکایی فیزیولوژی و علوم آزمایشی خودآگاهی بود.
وی دانش‌آموخته دانشگاه شیکاگو بود، و سالها در دانشگاه کالیفرنیا در سانفرانسیسکو مطالعاتی را بر سیستم اعصاب بدن انجام داد.

## آزادی انتخاب؟
از جنجالی‌ترین نتایج او آزمایش‌های بود که در آن ثابت شد که قبل از هر انتخاب (و آگاهی از آن انتخاب)، فعل و انفعالات مغزی حدود ۳۰۰ میلی ثانیه قبل از آگاه بودن شخص به آن تصمیم، در مغز ظاهر می‌شود. بسیاری، این نتایج را اثبات عدم وجود آزادی انتخاب (و حتی دوگانه‌انگاری) دانسته‌اند.
خود لیبت اصرار بر وجود آزادی انتخاب (به انگلیسی: free will) داشت، و تا روز آخر عمر خود سعی در تفسیر نتایج آزمایش‌هایش نمود. بحث بر سر تفسیر نتایج لیبت کماکان ادامه دارد.